# Karl Schachinger
Karl Schachinger (28. dubna 1860 Schwanenstadt – 20. října 1919 Eferding) byl rakouský křesťansko sociální politik, na počátku 20. století poslanec Říšské rady, v poválečném období poslanec rakouské Národní rady.

## Biografie
Vychodil národní školu a státní reálnou školu. Působil jako obchodník v Mauerkirchenu, od roku 1888 v Eferdingu. Od roku 1896 zde předsedal sboru hasičů. Byl zpravodajem pro otázky zemědělské úrody při ministerstvu zemědělství a zasedal v železniční komisi. Angažoval se v Křesťansko sociální straně Rakouska. Od roku 1896 do roku 1919 byl poslancem Hornorakouského zemského sněmu (od roku 1914 jako člen zemského výboru). Byl též v letech 1903–1909 starostou Eferdingu. Zasadil se o zřízení okresního hejtmanství v Eferdingu a o výstavbu železniční trati z Welsu do Aschach an der Donau.
Na počátku 20. století se zapojil i do celostátní politiky. Ve volbách do Říšské rady roku 1907, konaných poprvé podle všeobecného a rovného volebního práva, získal mandát v Říšské radě (celostátní zákonodárný sbor) za obvod Horní Rakousy 12. Usedl do poslanecké frakce Křesťansko-sociální sjednocení. Mandát obhájil za týž obvod i ve volbách do Říšské rady roku 1911 a byl členem klubu Křesťansko-sociální klub německých poslanců. Ve vídeňském parlamentu setrval až do zániku monarchie. Profesně byl k roku 1911 uváděn jako zemský poslanec, obchodník a rada obchodní komory.
Po válce zasedal v letech 1918–1919 jako poslanec Provizorního národního shromáždění Německého Rakouska (Provisorische Nationalversammlung).